# Aerodramus terraereginae
La salangana australiana o rabitojo australiano (Aerodramus terraereginae) es una especie de ave apodiforme de la familia Apodidae endémica del noreste de Australia. Aunque algunos taxónomos todavía la consideran conespecífica de la salangana culiblanca (Aerodramus spodiopygius). Se reconocen dos subespecies: A. t. terraereginae y A. t. chillagoensis (salangana de Chillagoe) que a su vez ocasionalmente se consideran especies separadas.

## Descripción
Mide entre 11-12 centímetros de largo y sus alas miden entre 10,7 y 11,8 cm y pesa entre 10,5-12,5 gramos. El plumaje de sus partes superiores es de color pardo grisáceo mientras que las partes inferiores son de un tono grisáceo uniforme. Tiene plumas más claras en la frente y el lorum. Su obispillo generalmente es grisáceo claro aunque ocasionalmente es más oscuro. Su cola es ligeramente ahorquillada. La variedad chillagoensis es más pequeña y clara, con un peso de alrededor de 9,39 gramos.
En vuelo emiten llamadas agudas. En el interior de las cuevas donde crían emiten clics metálicos que usan para ecolocalizar.

## Distribución
A. t. terraereginae se extiende por la región tropical del noreste de Queensland desde el río Claudie en la península del Cabo York hasta los montes Eungella, cerca de Mackay, en el sur. Se encuentra principalmente cerca de la costa e incluso aparece en varias islas costeras. Se encuentra hasta los 1000 metros sobre el nivel del mar aunque es más común por debajo de los 500 metros. A. t. chillagoensis se encuentra más tierra adentro en el área alrededor de Chillagoe, al oeste de la Gran Cordillera Divisoria.

## Comportamiento
La época de cría transcurre de julio a marzo. La especie cría en colonias que pueden constar de cientos de individuos. Las colonias se localizan en cuevas y algunas veces entre peñascos. Sus nidos cuelgan de los muros o techos de las cavernas, entre 2 y 20 metros del suelo. Tienen forma de medio cuenco hechos con saliva solidificada traslúcida mezclada con hierbas, acículas de casuarina, ramitas y plumas. Suelen realizar dos puestas durante la misma estación de cría, y normalmente consisten en un solo huevo. El huevo es incubado por ambos progenitores y dura una media de 26,5 días. Si hay un segundo huevo contribuirá a su incubación el calor del primer pollo. Tras la eclosión los pollos permanecen en el nido entre 46-51 días.
La salangana australiana se alimenta en vuelo cazando insectos y arañas a la deriva. Busca alimento en bandadas por encima de los bordes de las selvas, las sabanas, pastizales, playas y acantilados. Generalmente se alimentan en un radio de 30 kilómetros de su colonia, dejando el nido en expediciones de caza que suelen durar unos treinta minutos.